# Clément Russo
Clément Russo (Lyon, 20 januari 1995) is een Frans veldrijder en wegwielrenner die sinds 2024 voor Groupama-FDJ uitkomt.

## Veldrijden

### Palmares
| Seizoen   | Wereldbeker | Coupe de France                                     | WK       | EK       | FK       | Overige  | Totaal aantal zeges |
| Junioren  | Junioren    | Junioren                                            | Junioren | Junioren | Junioren | Junioren | Junioren            |
| --------- | ----------- | --------------------------------------------------- | -------- | -------- | -------- | -------- | ------------------- |
| 2011-2012 |             |                                                     |          |          | 12e      |          | 0                   |
| 2012-2013 |             | Saverne, Besançon                                   | 14e      | ↑        | Goud     |          | 3                   |
| Beloften  |             |                                                     |          |          |          |          |                     |
| 2013-2014 |             |                                                     | 19e      | 16e      | 6e       |          | 0                   |
| 2014-2015 |             |                                                     | 32e      | 13e      | Zilver   |          | 0                   |
| 2015-2016 |             | Albi, Quelneuc                                      | 5e       | 7e       | Goud     |          | 3                   |
| 2016-2017 |             | Gervans, Bagnoles-de-l'Orne, Nommay, Eindklassement | 11e      | 4e       | Zilver   |          | 3                   |

## Wegwielrennen

### Overwinningen
2017
Jongerenklassement Ronde van Beauce
2019
Eindklassement Ronde van Madrid

### Resultaten in voornaamste wedstrijden
| Jaar | Ronde van Italië | Ronde van Frankrijk | Ronde van Spanje |
| ---- | ---------------- | ------------------- | ---------------- |
| 2018 |                  |                     |                  |
| 2019 |                  |                     |                  |
| 2020 |                  | 133e                |                  |
| 2021 |                  | opgave              |                  |
| 2022 |                  |                     | 116e             |
| 2023 | opgave           |                     |                  |
| 2024 |                  | 102e                |                  |
| 2025 |                  | 93e                 |                  |

| Jaar | Milaan-San Remo | Gent-Wevelgem | Ronde van Vlaanderen | Parijs-Roubaix | Amstel Gold Race | Luik-Bast.‑Luik | Scheldeprijs | Parijs-Tours |  | WK op de weg |  | Wereldranglijsten |
| ---- | --------------- | ------------- | -------------------- | -------------- | ---------------- | --------------- | ------------ | ------------ |  | ------------ |  | ----------------- |
| 2018 |                 |               |                      |                |                  |                 |              | opgave       |  |              |  |                   |
| 2019 |                 |               |                      | 46e            |                  |                 | 41e          | 20e          |  |              |  | 316e (UWR)        |
| 2020 | 68e             |               |                      |                |                  |                 | 156e         | 67e          |  |              |  |                   |
| 2021 | 59e             | opgave        | 29e                  | 73e            |                  |                 | 5e           | 58e          |  | opgave       |  |                   |
| 2022 | 75e             |               | 49e                  | opgave         | 102e             |                 |              | 50e          |  |              |  |                   |
| 2023 | 125e            | 74e           | 81e                  | opgave         |                  |                 |              | 83e          |  |              |  |                   |
| 2024 | 124e            |               |                      |                | opgave           | 105e            |              | 46e          |  |              |  |                   |
| 2025 | 136e            | 13e           | 49e                  | 62e            |                  |                 |              |              |  |              |  |                   |

Russo verliet de Ronde van Italië in 2023 na een positieve test op COVID-19.

## Ploegen
- 2017 –  AG2R La Mondiale (stagiair vanaf 1 augustus)
- 2018 –  Fortuneo-Samsic
- 2019 –  Arkéa Samsic
- 2020 –  Arkéa-Samsic
- 2021 –  Arkéa-Samsic
- 2022 –  Arkéa-Samsic
- 2023 –  Arkéa-Samsic
- 2024 –  Groupama-FDJ
- 2025 –  Groupama-FDJ

Bagdonas · Bakelants · Barbier · Bardet · Bérard · Bidard · Cherel · Chevrier · Cosnefroy · Denz · Domont · Dumoulin · Dupont · Duval · Enger · Frank · Gastauer · Gautier · Geniez · Gougeard · Houle · Jauregui · Latour · Montaguti · Naesen · Peters · Pozzovivo · Riblon · Vandenbergh · Vuillermoz · Doléatto (stagiair) · Geniets (stagiair) · Russo (stagiair)
Barguil · Bonnamour · Bouet · Carbel · Daniel · Delaplace · Feillu · Fonseca · Gérard · Gesbert · Hardy · Jarrier · Le Roux · Ledanois · Lunke · Maison · Moinard · Périchon · Pichon · Russo · Vachon · Welten
Barguil · Bonnamour · Bouet · Daniel · Delaplace · Feillu · Gesbert · Greipel · Guernalec · Hardy · Jarrier · Le Roux · Ledanois · Maison · Moinard · Pichon · Riou · Russo · Swift (vanaf 10 mei) · Vachon · Wagner · Welten · Doleatto (stagiair) · Jarnet (stagiair) · Lecamus-Lambert (stagiair)
Anacona · Barguil · Bonnamour · Boudat · Bouet · Bouhanni · Declercq · Delaplace · Gesbert · Grondin · Guernalec · Hardy · Jarrier · Le Roux · Ledanois · Louvel · McLay · Noppe · Owsian · Pichon · D. Quintana · N. Quintana · Riou · Rosa · Russo · Swift · Vachon · Welten · Lecamus-Lambert (stagiair) · Vauquelin (stagiair)
Anacona · Barguil · Barré (vanaf 1/8) · Bouet · Bouhanni · Capiot · Declercq · Delaplace · Edet · Flórez · Gesbert · Grondin · Guernalec · Guglielmi · Hardy · Hofstetter · Ledanois · Louvel · McLay · Noppe · Owsian · Pajur · Pichon · D. Quintana · N. Quintana · Ries · Riou · Russo · Swift · Vauquelin · Verre · Clynhens (stagiair) · Costiou (stagiair) · Thierry (stagiair)
Barguil · Barré · Biermans · Bouet · Bouhanni · Capiot · Champoussin · Costiou · Dekker · Delaplace · Démare (vanf 1/8) · Edet · Gesbert · Grondin · Guernalec · Guglielmi · Hofstetter · Le Berre · Ledanois · Louvel · McLay · Mozzato · Owsian · Pichon · Ponomar (tot 31/7) · Ries · Riou · Rodríguez · Russo · Vauquelin · Verre · Dauphin (stagiair) · Gillet (stagiair) · Tjøtta (stagiair)
Askey · Barthe · Bystrøm · Davy · Gaudu · Geniets · Germani · Grégoire · Gruel (vanaf 1/3) · Konovalovas · Küng · Le Gac · Le Huitouze · Lienhard · Madouas · Martinez · Molard · Pacher · Paleni · Penhoët · Pithie · Rochas · Russo · Sarreau · Thompson · van den Berg · Walls · Watson